# 小行星54693
小行星54693（54693 Garymyers）是一颗绕太阳运转的小行星，为主小行星带小行星。该小行星于2001年3月发现。
該小行星以美國業餘天文學家蓋瑞·邁爾斯（Gary Myers）命名。

## 轨道参数
小行星54693的轨道半长轴为2.3519422 UA，离心率为0.176。